# Amanita ceciliae
Amanita ceciliae é um fungo que pertence ao gênero de cogumelos Amanita na ordem Agaricales. Seu corpo de frutificação possui um píleo ("chapéu") que mede até 12 cm de diâmetro, com um formato que varia de convexo a plano. É cinza a preto-amarronzado, escuro no centro e pálido em direção as suas bordas estriadas. Lisa e pegajosa quando úmida, a superfície do píleo apresenta placas pouco aderidas, facilmente removíveis, e de cor cinza-carvão. O tronco é branco, com "pêlos" lisos e atinge até 18 cm de altura, e 4 cm de espessura, se afilando em direção ao topo. Na sua porção inferior há restos da volva em forma de "cinturões" de um tecido delicado.
O cogumelo foi descrito pela primeira vez em 1854 pelos britânicos Miles Berkeley e Christopher Broome. Na época, foi batizado de Agaricus ceciliae, uma homenagem à Cecilia Berkeley, esposa de Miles. Em 1984, o micologista neerlandês Cornelis Bas transferiu a espécie para o gênero Amanita, formando o nome aceito atualmente. Apesar de ser  considerado um cogumelo comestível, e seu sabor referido como doce, muitas publicações de especialistas recomendam evitar comê-lo.
Na natureza, os cogumelos podem ser encontrados crescendo sozinhos, dispersos ou em grupos, durante o verão e outono. A espécie tem preferência por solos neutros a calcários. É um fungo micorrízico e se desenvolve em florestas de caducifólias, mas também pode ocorrer associado a coníferas. Na Europa, sua distribuição é bastante ampla, embora raramente seja encontrado. Já na América do Norte, habita principalmente em áreas à leste do rio Mississippi e seu alcance se estende ao Texas e ao México. Além de sua área nativa no continente americano, A. ceciliae também foi encontrada na Ásia.

## Taxonomia

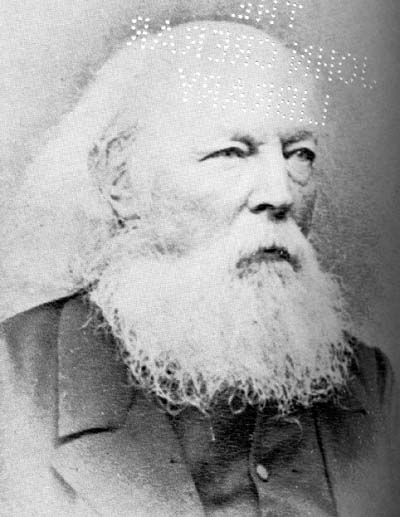
Miles Joseph Berkeley

A espécie Amanita ceciliae foi descrita cientificamente pela primeira vez por Miles Joseph Berkeley, um clérigo e botânico inglês, e Christopher Edmund Broome, um micologista britânico, em 1854. Na época, foi batizado de Agaricus ceciliae. O nome Amanita inaurata, dado pelo micologista suíço Louis Secretan em 1833, também era usado para essa espécie; mas, em 1978, o termo foi declarado nomenclaturalmente incorreto de acordo com as regras do Código Internacional de Nomenclatura Botânica. Além de Amanita inaurata, também são considerados sinônimos Agaricus ceciliae, Amanitopsis inaurata e Amanitopsis ceciliae, este último sugerido por Wasser em 1992. O nome atual, Amanita ceciliae, foi dado em 1984 por Cornelis Bas, um micologista neerlandês.
O fungo foi classificado na seção Vaginatae, dentro do gênero Amanita. Esta seção reúne cogumelos com características especiais, como a ausência de um anel, e pouquíssimas fíbulas nas bases dos basídios.
Em língua inglesa, a espécie é chamada popularmente de snakeskin grisette. Um outro nome comum é strangulated amanita ("amanita estrangulada", em tradução livre), referindo-se à volva firmemente apertada. O cogumelo é conhecido ainda como Cecilia's ringless amanita, uma referência à Cecilia Berkeley, mulher de Miles Berkeley. Ele decidiu homenagear a esposa "por registrar os serviços prestados à Micologia através de suas várias excelentes ilustrações e de outras maneiras".

## Descrição

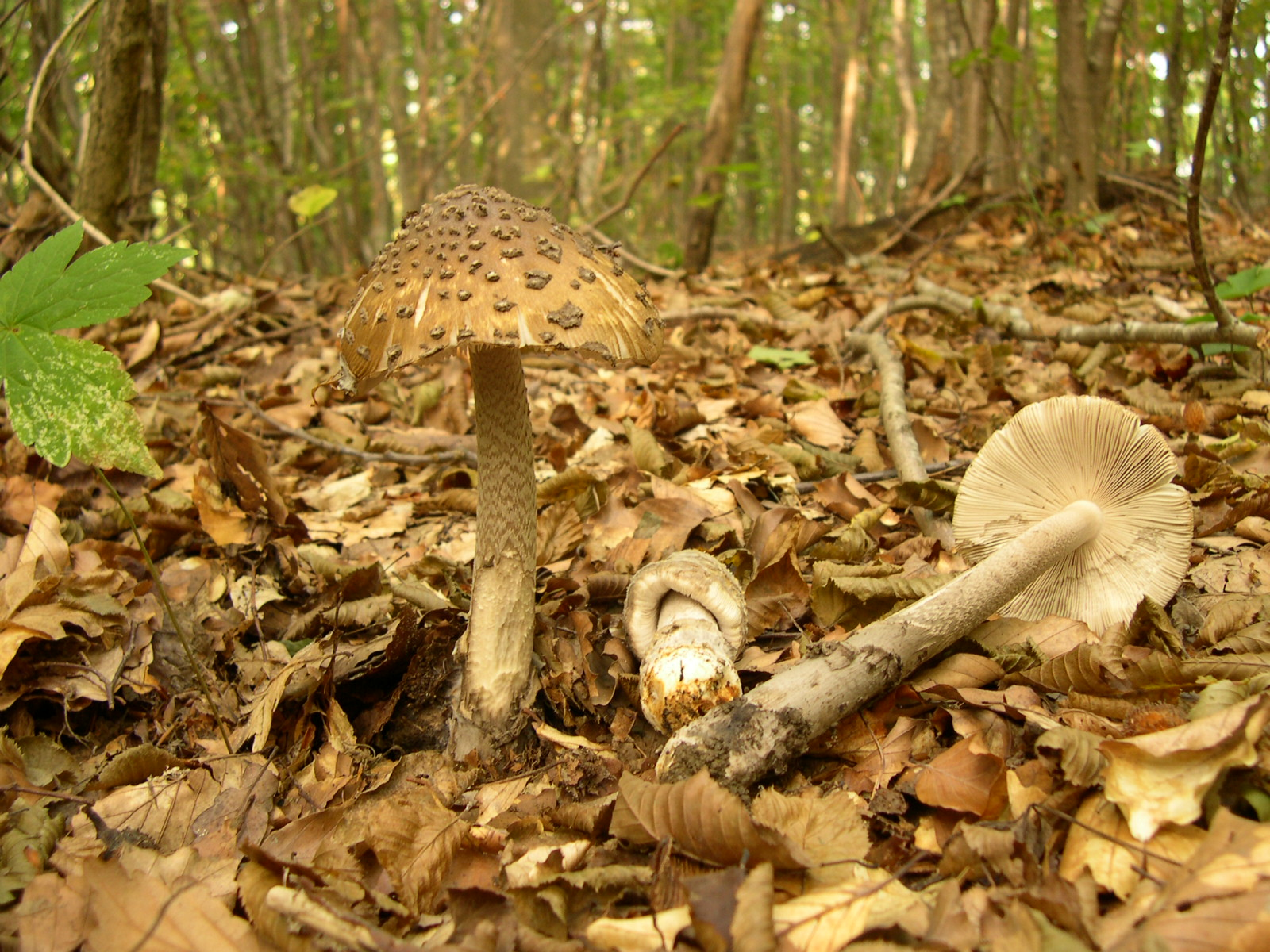
Uma coleção de Amanita ceciliae mostrando sua coloração típica, encontrando-se nas montanhas de Piacenza.

O píleo (o "chapéu" do cogumelo) mede de 5 a 12 cm de diâmetro, com um formato que varia de convexo a plano. É arrebitado, tem um umbo baixo e uma margem com cores vivas. Sua cor é cinza a preto-amarronzado, mais escuro no centro e mais pálido na direção da margem, que é bastante estriada. Geralmente lisa, a superfície do píleo fica um pouco pegajosa quando úmida. Além disso, caracteriza-se por ter remanescentes da volva na forma de placas pouco aderidas, lanosas e de cor cinza-carvão, espalhadas por ela. Essas pequenas placas podem ser facilmente removidas. A cor do chapéu pode variar, e os cogumelos de cores mais pálidas são conhecidos, por exemplo, como os tipos A. ceciliae f. decolora e A. ceciliae var. pallida. Já A. ceciliae var. royeri, encontrada na França e descrita pela primeira vez pelo micologista L. Maire, é uma variedade que possui chapéu preto-acinzentado.
As lamelas são brancas, apinhadas e livres de adesão ao tronco. Elas podem ser grossas, e são muitas vezes bifurcadas. A estipe (o "tronco") mede de 7 a 18 cm de comprimento, e 2 a 4 cm de espessura, se afilando em direção ao topo. Ela é ligeiramente recheada (preenchida com um tecido felpudo) e com o passar do tempo fica oca. É de cor branca, com "pêlos" brancos lisos, muitas vezes em um padrão de zig-zag. O tronco não possui anel e tem restos da volva em forma de "cinturões" de tecido frágil, felpudo, e marrom ou cor de carvão, em torno da base e da porção mais inferior do tronco. A volva é branca a cinza, quebradiça e delicada. A carne é branca e não muda de cor quando o cogumelo é cortado. Embora o corpo de frutificação não tenha qualquer odor característico, possui um gosto doce.
A impressão de esporos, técnica utilizada na identificação de fungos, de A. ceciliae, como a maioria dos outros Amanita, é branca. Os esporos têm formato esférico e não são amiloides. Eles medem 10,2 a 11,7 micrômetros (µm). Alguns esporos de grande porte são comumente encontrados em um punhado de tecido das lamelas. Fíbulas não são encontradas nas bases dos basídios.

## Espécies semelhantes
Amanita sinicoflava (que ocorre na América do Norte) é uma espécie bastante parecida, mas tem uma volva em forma de saco, ao contrário de A. ceciliae. Já A. antillana, das Antilhas, é praticamente igual, mas tem esporos elipsoides ao invés de esféricos. A. ceciliae é frequentemente confundida com A. borealisorora, que possui uma ampla distribuição na América do Norte. A. borealisorora é um nome provisório, e a espécie ainda não foi validamente publicada. Os esporos de A. ceciliae têm grande semelhança com os de A. cinctipes (encontrada principalmente em Singapura), embora o primeiro forme esporos maiores. A descoloração na volva de A. colombiana (da Colômbia, tal como seu nome indica) provavelmente mostra uma relação entre o cogumelo e A. ceciliae.
A. sorocula é outro "sósia". Esta espécie mesoamericana e colombiana é muitas vezes confundida com A. ceciliae, já que ambos os cogumelos têm um volva com uma estrutura frágil e lamelas acinzentadas. A diferença notável é a cor amarela forte do chapéu em cogumelos A. ceciliae imaturos. A. sorocula ainda não foi validamente publicado, e, atualmente, é um nome recém-aceito. A espécie chinesa A. liquii é semelhante, mas o chapéu de cor amarela-marrom, vermelho-marrom ou verde-marrom de A. ceciliae são muito diferentes dos chapéus marrom-escuro de A. liquii. Além disso, os restos de volva de A. ceciliae convergem na base para formar uma zona em forma de anel, ao contrário do A. liquii. Por fim, os pigmentos celulares na faixa estéril em torno das lamelas e os remanescentes volvais são muito mais escuros em comparação com os de A. ceciliae.

## Comestibilidade

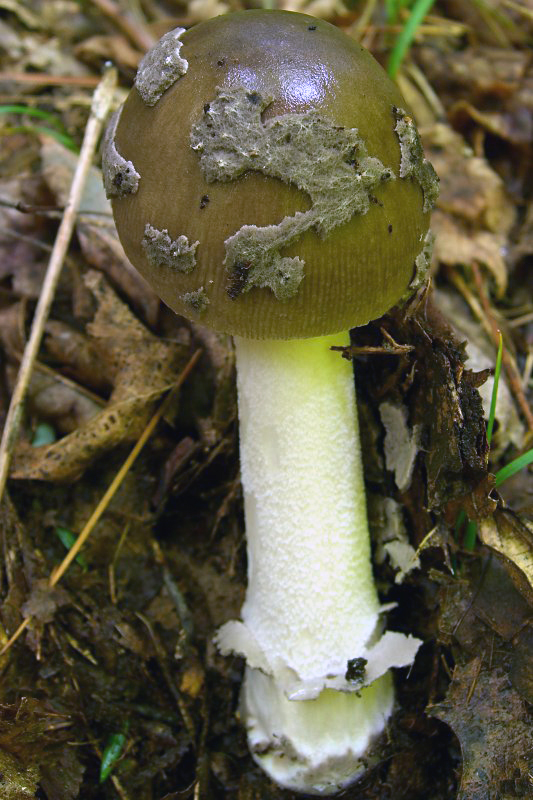
Um cogumelo jovem no sul dos Apalaches.

Amanita ceciliae é considerado um cogumelo comestível e é usado como alimento, embora muitos guias de campo recomendam evitar comê-lo. Foi feito um estudo de 16 cogumelos comestíveis, para determinar suas composições químicas e atividades antioxidantes. Entre essas espécies, A. ceciliae e Pleurotus ostreatus foram os dois cogumelos que apresentaram atividades de eliminação de radicais mais potentes.

## Ecologia, habitat e distribuição
Como a grande maioria das espécies do gênero Amanita, A. ceciliae é uma espécie micorrízica, formando portanto uma associação simbiótica mutuamente benéfica com várias espécies de plantas. As ectomicorrizas garantem ao cogumelo compostos orgânicos importantes para a sua sobrevivência oriundos da fotossíntese do vegetal; em troca, a planta é beneficiada por um aumento da absorção de água e nutrientes graças às hifas do fungo. A existência dessa relação é um requisito fundamental para a sobrevivência e crescimento adequado de certas espécies de árvores, como alguns tipos de coníferas.
Os corpos de frutificação de A. ceciliae crescem sozinhos, dispersos, ou em grupos, durante o verão e outono. Seus habitats incluem a floresta decídua temperada e florestas de coníferas. A espécie tem preferência por solos neutros a calcários. Muitas vezes o cogumelo se desenvolve em florestas de caducifólias com carpinos (Carpinus), carvalhos (Quercus), faias (Fagus) e bétulas (Betula), mas também pode ocorrer, ainda que raramente, com coníferas: pinheiros (Pinus), abetos (Abies), píceas (Picea) e cedros (Cedrus).
Na Europa, a distribuição dessa espécie fúngica é bastante ampla, embora raramente seja encontrada. Já na América do Norte, é encontrada principalmente em áreas à leste do rio Mississippi, mas cogumelos semelhantes ocorrem também no sudoeste e noroeste Pacífico, e no Texas (com uma aparente associação com a nogueira-pecã). Seu alcance também se estende ao sul até o México. Além de sua área nativa no continente americano, A. ceciliae também foi encontrada na Ásia. Essas regiões incluem o Japão, Caxemira Livre e Irã. Há especulações de que as coleções norte-americanas poderiam ser de uma espécie ainda não descrita, diferente da A. ceciliae europeia.